# لوكا ريتزو
لوكا ريتزو (بالإيطالية: Luca Rizzo)‏ (24 أبريل 1992 بجنوة في إيطاليا - ) هو لاعب كرة قدم إيطالي في مركز الوسط. شارك مع منتخب إيطاليا تحت 21 سنة لكرة القدم. أما مع النوادي، فقد لعب مع نادي بولونيا ونادي بيزا ونادي سامبدوريا ونادي مودينا وASD Città di Foligno 1928 ‏ ويو أس بركوليتزه 1932.

## روابط خارجية
- لوكا ريتزو على موقع قاعدة بيانات كرة القدم.إي يو (الإنجليزية)
- لوكا ريتزو على موقع Soccerway.com (الإنجليزية)
- لوكا ريتزو على موقع AS.com (الإسبانية)